# Canthon obscuriellus
Canthon obscuriellus är en skalbaggsart som beskrevs av Schmidt 1922. Canthon obscuriellus ingår i släktet Canthon och familjen bladhorningar. Inga underarter finns listade.